# Fonds de développement et de promotion des activités des producteurs de café et de cacao
Le Fonds de développement et de promotion des activités des producteurs de café et de cacao (FDPCC) a été créé en 2001 par le gouvernement ivoirien en accord avec les producteurs pour gérer les difficultés liées aux filières café et cacao et ce, à l'échelle mondiale..